# Великолепен тандем
„Великолепен тандем“ (на турски: Muhteşem İkili) е турски детективски сериал, създаден през 2018 г и се състои от 12 епизода.

## Излъчване
| Сезон | Сезон | Епизоди | Начало на сезона  | Край на сезона      | Всички епизоди | ТВ сезон    | ТВ канал |
| ----- | ----- | ------- | ----------------- | ------------------- | -------------- | ----------- | -------- |
|       | 1     | 12      | 1 ноември 2018 г. | 12 февруари 2019 г. | 1 – 12         | 2018 – 2019 | Канал D  |

## Сюжет
Внимание:  Текстът по-долу разкрива сюжета на произведението (или части от него)!
Сериалът разказва за двама успешни полицейски служители с противоположни характери. Те не се разбират помежду си, но трябва да работят заедно, за да хванат международна престъпна група. Единият от тях е Мерт Барджа. Той е с небрежен външен вид, води самотен живот и живее сам. Другият - Мустафа Керим Джан е негова пълна противоположност. Той е добре поддържан, живее в луксозна къща, има семейство. Двамата заедно се превръщат във великолепен и взаимно допълващ се екип, но престъпните групи, които преследват са решени да ги настроят един срещу друг.

## Актьорски състав
- Ибрахим Челиккол – Мерт Барджа
- Йойкю Карайел – Ямур
- Керем Бюрсин – Мустафа Керим Джан
- Ерен Хаджъсалихоглу – Демирей
- Йозге Гюрел – Нилюфер
- Бора Кочак – Семих
- Зафер Алгьоз – Юксел
- Енгин Сенкан – Феридун Барджа